# Aussenzio (praefectus urbi)
Aussenzio (in latino Auxentius; fl. 441-445) è stato un politico romano.
Aussenzio è attestato come praefectus urbi di Roma per due volte: nel 441 (27 gennaio) e nel 445 (14 aprile).
Potrebbe far parte del circolo di conoscenti di Quinto Aurelio Simmaco, da identificare con il giovane Aussenzio che nel 400 sposò una figlia di Carterio e che è menzionato con Mariano, forse suo fratello, nel 401.
Ci sono altri due Aussenzio che nel V secolo ricoprirono l'incarico di praefectus urbi, con cui potrebbe essere identificato: Fonteio Litorio Aussenzio e Olbio Aussenzio Drauco.